# Jedlá
Jedlá (en allemand : Jedlau) est une commune du district de Havlíčkův Brod, dans la région de Vysočina, en République tchèque. Sa population s'élevait à 82 habitants en 2020.

## Géographie
Jedlá se trouve à 6 km au nord-ouest de Ledeč nad Sázavou, à 29 km à l'est-sud-est de Havlíčkův Brod, à 46 km au sud-est de Jihlava et à 69 km au sud-est de Prague.
La commune est limitée par Bělá au nord, par Ledeč nad Sázavou à l'est et au sud, par Chřenovice au sud-ouest et par Vlastějovice à l'ouest.

## Histoire
La première mention écrite de la localité date de 1554.

## Administration
La commune se compose de trois quartiers :
- Jedlá
- Dobrá Voda